# سازمان و مدیریت: سیستم و رفتار سازمانی
سازمان و مدیریت: سیستم و رفتار سازمانی کتابی از علی‌محمد اقتداری است که نخستین بار در سال ۱۳۴۰ منتشر شد. این کتاب که به‌عنوان کتاب درسی در رشته‌های مدیریت تدریس می‌شود، در سال ۱۳۹۰ به چاپ چهلم رسید.